# Włodowice (gmina)
Pour l’article homonyme, voir Włodowice.
La gmina de Włodowice est une commune rurale de la voïvodie de Silésie et du powiat de Zawiercie. Elle s'étend sur 76,29 km2 et comptait 5 311 habitants en 2006. Son siège est le village de Włodowice qui se situe à environ 7 kilomètres au nord de Zawiercie et à 47 kilomètres au nord-est de Katowice.

## Villages
La gmina de Włodowice comprend les villages et localités de Góra Włodowska, Hucisko, Kopaniny, Morsko, Parkoszowice, Rudniki, Rzędkowice, Skałka, Włodowice et Zdów.

## Villes et gminy voisines
La gmina de Włodowice est voisine des villes de Myszków et Zawiercie et des gminy de Kroczyce, Niegowa et Żarki.